# Ascarina lucida
Ascarina lucida är en tvåhjärtbladig växtart som beskrevs av Joseph Dalton Hooker. Ascarina lucida ingår i släktet Ascarina och familjen Chloranthaceae. Utöver nominatformen finns också underarten A. l. lanceolata.